# Ion Nicolaescu
Ion Nicolaescu (sinh ngày 7 tháng 9 năm 1998) là một cầu thủ bóng đá chuyên nghiệp người Moldova hiện đang thi đấu ở vị trí tiền đạo cho câu lạc bộ Heerenveen tại Eredivisie và Đội tuyển bóng đá quốc gia Moldova. Anh hiện đang là cầu thủ ghi nhiều bàn thắng nhất cho đội tuyển quốc gia nước này, với 14 bàn thắng.

## Sự nghiệp thi đấu

### Zimbru Chișinău
Ngày 20 tháng 5 năm 2016, Nicolaescu ra mắt Zimbru Chișinău trong 1 trận đấu thuộc khuôn khổ Divizia Națională gặp Academia Chișinău, khi vào sân ở phút thứ 65.

### DAC Dunajská Streda
Nicolaescu gia nhập DAC Dunajská Streda vào tháng 9 năm 2020. 2 ngày sau, anh ta đóng góp 2 bàn thắng trong trận thắng 5–3 trước Jablonec, giúp đại diện đến từ Slovakia tiến vào vòng loại thứ ba của vòng loại và play-off UEFA Europa League.

### Beitar Jerusalem
Nicolaescu đã ghi 15 bàn thắng ở giải VĐQG và 3 bàn thắng ở Cúp quốc gia Israel mùa giải 2022-23, giúp Beitar Jerusalem giành được chức vô địch. 3 bàn thắng của anh trong các trận đấu tại State Cup: 1 vào lưới F.C. Kafr Qasim vào ngày 11 tháng 12 năm 2022, 1 vs Hapoel Afula, vào ngày 1 tháng 2 năm 2023, trong trận thắng 4-0 và một bàn thắng khác ở trận chung kết gặp Maccabi Netanya.

### Heerenveen
Vào ngày 7 tháng 8 năm 2023, Heerenveen thông báo họ đã ký bản hợp đồng 3 năm với Nicolaescu.

## Bàn thắng quốc tế
Tỷ số và kết quả liệt kê bàn thắng đầu tiên của Moldova, cột điểm cho biết điểm số sau mỗi bàn thắng của Nicolaescu.
| Thứ tự | Thời gian            | Địa điểm                                     | Đối thủ        | Ghi bàn | Kết quả | Giải đấu                      |
| ------ | -------------------- | -------------------------------------------- | -------------- | ------- | ------- | ----------------------------- |
| 1.     | 3 tháng 9 năm 2020   | Sân vận động Ennio Tardini, Parma, Ý         | Kosovo         | 1–0     | 1–1     | UEFA Nations League 2020–21   |
| 2.     | 25 tháng 3 năm 2021  | Sân vận động Zimbru, Chișinău, Moldova       | Quần đảo Faroe | 1–0     | 1–1     | Vòng loại FIFA World Cup 2022 |
| 3.     | 12 tháng 10 năm 2021 | Sân vận động Turner, Be'er Sheva, Israel     | Israel         | 1–2     | 1–2     | Vòng loại FIFA World Cup 2022 |
| 4.     | 15 tháng 11 năm 2021 | Sân vận động Wörthersee, Klagenfurt, Áo      | Áo             | 1–3     | 1–4     | Vòng loại FIFA World Cup 2022 |
| 5.     | 24 tháng 3 năm 2022  | Sân vận động Zimbru, Chișinău, Moldova       | Kazakhstan     | 1–0     | 1–2     | UEFA Nations League 2020–21   |
| 6.     | 3 tháng 6 năm 2022   | Sân vận động Rheinpark, Vaduz, Liechtenstein | Liechtenstein  | 1–0     | 2–0     | UEFA Nations League 2022–23   |
| 7.     | 10 tháng 6 năm 2022  | Sân vận động Zimbru, Chișinău, Moldova       | Latvia         | 1–0     | 2–4     | UEFA Nations League 2022–23   |
| 8.     | 14 tháng 6 năm 2022  | Sân vận động Zimbru, Chișinău, Moldova       | Andorra        | 2–1     | 2–1     | UEFA Nations League 2022–23   |
| 9.     | 22 tháng 9 năm 2022  | Sân vận động Skonto, Riga, Latvia            | Latvia         | 2–0     | 2–1     | UEFA Nations League 2022–23   |
| 10.    | 24 tháng 3 năm 2023  | Sân vận động Zimbru, Chișinău, Moldova       | Quần đảo Faroe | 1–1     | 1–1     | Vòng loại UEFA Euro 2024      |
| 11.    | 20 tháng 6 năm 2023  | Sân vận động Zimbru, Chișinău, Moldova       | Ba Lan         | 1–2     | 3–2     | Vòng loại UEFA Euro 2024      |
| 12.    | 20 tháng 6 năm 2023  | Sân vận động Zimbru, Chișinău, Moldova       | Ba Lan         | 2–2     | 3–2     | Vòng loại UEFA Euro 2024      |
| 13.    | 12 tháng 10 năm 2023 | Friends Arena, Stockholm, Thụy Điển          | Thụy Điển      | 1–2     | 1–3     | Giao hữu                      |
| 14.    | 15 tháng 10 năm 2023 | Sân vận động Quốc gia, Warsaw, Ba Lan        | Ba Lan         | 1–0     | 1–1     | Vòng loại UEFA Euro 2024      |